# 肯氏飾紋脂鯉
肯氏飾紋脂鯉，為輻鰭魚綱脂鯉目脂鯉亞目脂鯉科的其中一個種，為熱帶淡水魚，分布於南美洲巴拉圭河及聖弗朗西斯科河流域，體長可達5.9公分，棲息在底中層水域，生活習性不明。

## 扩展阅读
- 維基物種上的相關：肯氏飾紋脂鯉